# Spadoncina (pera)
Spadoncina en España conocida como Pera Agua de Verano es el nombre de una variedad cultivar de pera europea Pyrus communis. Esta pera está cultivada en la colección de la Estación Experimental Aula Dei (Zaragoza). Esta pera también está cultivada en diversos viveros entre ellos algunos dedicados a conservación de árboles frutales en peligro de desaparición. Esta pera es originaria de Italia, también muy extendido su cultivo en España (Huesca, Navarra, Pontevedra, Zaragoza..) donde se conoce como 'Agua de Verano', y tuvo su mejor época de cultivo comercial en la década de 1960, y actualmente en menor medida aún se encuentra.

## Sinonimia
- "Pera Agua de Verano",[8]
- "Agua de Agosto".[9][10]

## Historia
Esta variedad de pera fue descrita por Baldini y Scaramuzzi 1957:326, y en E.E.Aula Dei.
'Pera Agua de Verano' está considerada incluida en las variedades locales autóctonas muy antiguas, cuyo cultivo se centraba en comarcas muy definidas. Se caracterizaban por su buena adaptación a sus ecosistemas y podrían tener interés genético en virtud de su adaptación. Se encontraban diseminadas por todas las regiones fruteras españolas, aunque eran especialmente frecuentes en la España húmeda. Estas se podían clasificar en dos subgrupos: de mesa y de cocina (aunque algunas tenían aptitud mixta).
'Pera Agua de Verano' es una variedad clasificada como de mesa, difundido su cultivo en el pasado por los viveros comerciales y cuyo cultivo en la actualidad se ha reducido a huertos familiares y jardines privados.

## Características
El peral de la variedad 'Agua de Verano' tiene un vigor Medio; florece a inicios de mayo; tubo del cáliz pequeño, en forma de embudo con conducto muy corto, y con pistilos verdes.
La variedad de pera 'Agua de Verano' tiene un fruto de tamaño mediano a pequeño; forma piriforme y turbinada, con cuello generalmente poco marcado, regular o ligeramente asimétrica, y con contorno redondeado; piel gruesa, lisa, seca; con color de fondo amarillo limón a veces con estrías verdosas, sin chapa o ligera chapa dorada o sonrosada, presentando punteado abundante, menudo, ruginoso-"russeting", sin aureola perceptible, "russeting" (pardeamiento áspero superficial que presentan algunas variedades) débil; pedúnculo medio o largo, fino, engrosado en su extremo y ligeramente carnoso en la base, recto o algo curvo, implantado derecho o ligeramente oblicuo, a veces como prolongación del fruto, cavidad del pedúnculo nula, e importancia del "russeting" en cavidad peduncular débil; anchura de la cavidad calicina mediana, casi superficial, con el borde liso.; ojo mediano o pequeño, abierto; sépalos estrechos y largos, extendidos formando roseta o partidos quedando solo la base.
Carne de color amarillento; textura medio firme, ligeramente granulosa, acuosa; sabor característico de la variedad, perfumado, muy agradable, refrescante; corazón mediano, elíptico. Eje estrecho, abierto o relleno. Celdillas medias. Semillas de tamaño medio, alargadas, con espolón muy marcado, y color castaño claro con bordes más oscuros.
La pera 'Agua de Verano' tiene una época de maduración y recolección tardía en la primera quincena de agosto (en Aula Dei). Se usa como pera de mesa fresca, y en cocina para hacer jaleas.